# Epimedium zhushanense
Epimedium zhushanense là một loài thực vật có hoa trong họ Hoàng mộc. Loài này được K.F.Wu & S.X.Qian mô tả khoa học đầu tiên năm 1985.